# Jimena Sánchez
Jimena Sánchez, död efter 1062, var drottning av León 1034–1037, gift med kung Bermudo III av León. 
Hon gifte sig med kung Bermudo III av León mellan 23 januari 1034 och 17 februari 1035, när de uppträder tillsammans för första gången i ett diplom i kyrkan i Palencia, där de godkänner skapandet av Palencias stift. Gonzalo Martínez Diez antyder att detta äktenskap kunde ha varit en del av en fredsfördrag mellan Leon och Pamplona (Navarra). Efter att ha blivit änka 1037, när Bermudo dog i slaget vid Tamarón, fortsatte hon att leva i kungariket León.
Jimenas sista livstecken kommer från ett diplom daterat den 21 december 1062, där kung Ferdinand I av León, tillsammans med resten av kungafamiljen, gör en donation bekräftad av henne. Detta var det sista dokumenterade framträdandet av Jimena, som bör ha dött efter det datumet.